# Gian Franco Kasper
Gian Franco Kasper (ur. 24 stycznia 1944 w Sankt Moritz, zm. 9 lipca 2021) – szwajcarski działacz sportowy, prezydent Międzynarodowej Federacji Narciarskiej (FIS), członek Międzynarodowego Komitetu Olimpijskiego.

## Życiorys
Studiował psychologię, filozofię i dziennikarstwo na Uniwersytecie w Zurychu. Pracował początkowo jako dziennikarz w wielojęzycznym piśmie „Courrier de St-Moritz” oraz w biurze sportowo-turystycznym w St. Moritz, zajmując się m.in. organizacją zawodów alpejskiego Pucharu Świata, alpejskich mistrzostw świata (1974, kierował w komitecie organizacyjnym tej imprezy biurem prasowym), mistrzostw świata w bobslejach, mistrzostw Europy w jeździectwie i żeglarstwie. Od 1975 zajmował się organizacją Szwajcarskiego Biura Turystycznego w Montrealu w Kanadzie.
Pod koniec lat 70. został zaproszony przez Marca Hodlera do pracy w Międzynarodowej Federacji Narciarskiej. W 1979 zastąpił wieloletniego sekretarza generalnego FIS, Szweda Sigge Bergmana. W maju 1998 został wybrany na stanowisko prezydenta FIS w miejsce 80-letniego Hodlera. Na czele Federacji stał do czerwca 2021. W latach 2000–2018 był także członkiem Międzynarodowego Komitetu Olimpijskiego, brał udział w pracach komitetów organizacyjnych kolejnych zimowych igrzysk olimpijskich: Salt Lake City (2002), Turynie (2006), Vancouver (2010), Soczi (2014), Pjongczangu (2018). Był członkiem Komisji MKOl ds. Radia i Telewizji oraz członkiem zarządu Światowej Agencji Antydopingowej. W 2018 otrzymał Order Olimpijski oraz tytuł członka honorowego MKOl.